# ジミー・カーターウサギ事件

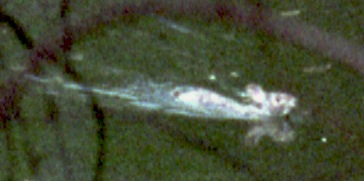
カーターに追い払われ、離れていくウサギ

ジミー・カーターウサギ事件（ジミー・カーターウサギじけん）は、1979年4月20日に当時のアメリカ合衆国大統領であったジミー・カーターの乗っていた釣り用ボートに向かってヌマチウサギが泳いで近づいてきたという出来事である。
報道機関は想像力を働かせ、これを「殺人ウサギ」による襲撃事件などと称した。

## 経緯
カーターは故郷であるジョージア州プレーンズを訪れ、一人で釣りを楽しんでいた。カーターによれば、猟犬に追われたウサギが「水に飛び込んで私の乗ったボートに向かって泳いできた。もう少しで追いつかれるという時に、パドルを使って水を浴びせかけた」。
オフィスに戻った際、カーターのスタッフたちはウサギは泳げないし、人間を襲うことはないと強く主張してこの話を信じなかった。この事件はホワイトハウスの写真家によって映像が収められている。

## 事件の反響

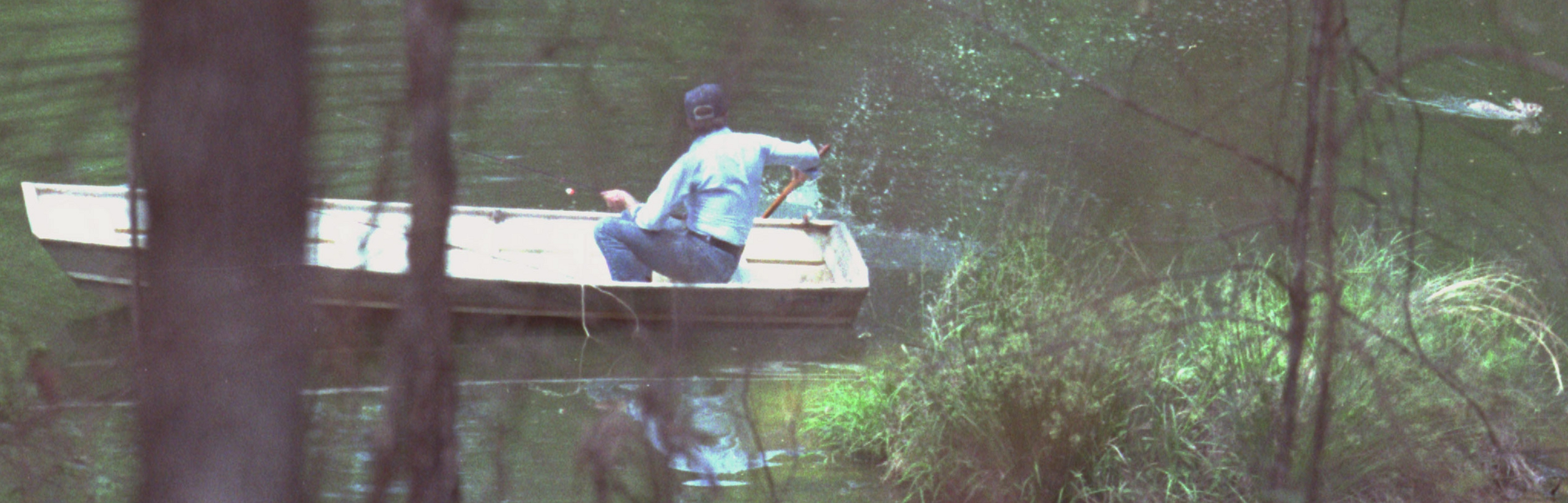
右にいるウサギを追い払っているカーター

ホワイトハウス報道官であったジョディ・パウエルは4ヶ月後の8月28日にAP通信記者のブルックス・ジャクソンにこの出来事を明かし、翌日より通信各社はこの話題で持ちきりとなる。ホワイトハウスは写真を提供することを拒否したが、その結果、映画ジョーズのポスターの「JAWS」の部分を「PAWS」と変更したパロディ漫画を使い、「大統領がウサギに襲われた」話がワシントン・ポストの一面を飾った。ホワイトハウスはその後も写真の提供を拒否し続けたがレーガン政権時代に方針を転換し、再び話題となった。
パウエルは報道官退任後の1986年に著した本The Other Side of the Storyの中で、この出来事について次のように語っている：

“詳しく調査した結果、動物はウサギであることが判明した。イースターバニーのようなかわいいものではなく、私が子供の頃に「ヌマチウサギ」と呼んでいた、外に広がった大きな足を持つ種類だった”
“その動物は明らかに苦しんでいたか、凶暴であった。大統領は怒り狂ったウサギに対処した経験をあまり持っていなかったことを明かした。ウサギの心理を理解することは不可能だった。しかしながら、巨大で、シューという音を立て、歯ぎしりをしているこの濡れた動物が、大統領の乗ったボートに乗り込もうと気持ちを集中していることは明らかだった”

この事件は、大統領としてカーターが不幸であり、弱っていると主張する政治的、イデオロギー上の敵対勢力に格好のネタにされた。
また、この事件は2009年にグラミー賞特別功労賞を受賞したフォークソング歌手トム・パクストンの歌I Don't Want a Bunny Wunnyでパロディ化された。この歌は1980年に発売されたアルバムThe Paxton Reportに収められている。